# Partidul Comunist din România
Partidul Comunist din România (abreviat PCdR) este numele sub care Partidul Comunist Român a funcționat timp de 22 de ani (1922-1943), dintre care 20 de ani în ilegalitate (1924-1944), dirijat de la Moscova prin Comintern, al cărui membru era. Interzicerea PCdR de către Guvernul Ion I.C. Brătianu (6), la 5 aprilie 1924, a fost hotărâtă fiindcă milita pentru autonomia provinciilor românești „până la despărțirea totală de statul român”, calificat drept „stat imperialist”, format din „petice”, prin „cucerirea” de teritorii străine

## Istoric
Partidul a luat naștere efectiv în urma celui de-al II-lea Congres al comuniștilor din România. Printre personalitățile sale marcante se numărau Gheorghe Cristescu, Alexandru Dobrogeanu-Gherea, Alecu Constantinescu, Boris Ștefanov, Marcel Pauker și Elek Köblős. Imediat după înființarea sa, partidul a fost considerat o extensie a Cominternului, politica sa fiind dirijată de la Moscova. Această afiliere va fi cea care îi va aduce partidului o izolare pe plan intern, atât din partea celorlalte partide, cât și în ochii publicului.
Mesajul PCdR sugera că just și corect este ca România Mare să se dezmembreze și să returneze Basarabia rușilor, Transilvania maghiarilor și Dobrogea bulgarilor. Mai multe ziare ale minorităților erau afiliate PCdR (de exemplu Munkás).
După cea de-a VI-a Conferință a Federației Comuniste Balcanice, desfășurată în luna decembrie a anului 1923, PCdR-ului i s-a impus să facă publică lozinca adoptată de partidele Kominternului în problema națională, ceea ce pentru România se traducea prin susținerea, de către comuniști, a principiului „autodeterminării, până la despărțirea de statul român a unor provincii” cu referire specială la Basarabia. Acest lucru a dus la scoaterea partidului în afara legii, în 1924. La acel moment, PCdR nu număra mai mult de 2.000 de membri, fiind un partid foarte mic în peisajul politic românesc.
„În Transilvania, lozinca <<autodeterminării pînă la despărțire>> nu se bucură
de simpatie în mase, întrucât masele nu năzuiesc spre despărțire.”—Delegatul transilvănean la al III-lea Congres al PCdR din 1924, Mozeș Cahana
Din 1924 și până la lovitura de stat de la 23 august 1944, cei mai mulți dintre membrii originali ai partidului se vor refugia în Uniunea Sovietică. Își vor desfășura activitatea până la începutul anilor '30 când, în urma Terorii Roșii, mulți dintre membrii săi de seamă vor fi arestați sau executați. Printre aceștia s-au numărat Marcel Pauker, Eugen Rozvan, Alexandru Dobrogeanu-Gherea, etc.

### Al Doilea Război Mondial și ieșirea din ilegalitate
Membrii PCdR aflați în exil vor avea șansa să se reîntoarcă în 1944. Reîntoarcerea la democrația monarhică în urma loviturii de stat a Regelui Mihai I și semnarea armistițiului cu URSS au reprezentat contextul ieșirii partidului din inegalitate.
Cu toate acestea, în momentul intrării Armatei Roșii în București, PCdR încă era o entitate politică dezbinată, preponderent între gruparea nou-venită de la Moscova și cea rămasă în țară, dominată de comuniștii închiși în pentienciare precum Caransebeș, Doftana, Misela sau lagărele de la Caracal, Miercurea Ciuc sau Târgu Jiu, în timpul celui războiului. Acestora li se vor alătura alte grupuri mai mici, provenite din alte părți ale teritoriului regatului. Grupările comuniste se vor afla în competiție una față de alta, însă vor colabora pentru obținerea puterii în cadrul țării.
Partidul Comunist din România și-a schimbat numele în Partidul Muncitoresc Român în februarie 1948, când a fuzionat cu o parte din Partidul Social Democrat Român.

## Secretari generali ai PCdR
- Gheorghe Cristescu (1921-1924)
- Elek Köblős (1924-1928)
- Vitali Holostenco (1928-1931)
- Alexander Ștefanski (1931-1934)
- Boris Ștefanov (1934-1940)
- Bela Breiner (1940)
- Ștefan Foriș (1940-1944)

## Evoluția denumirii
Din mai 1921 până în mai 1943 s-a numit Partidul Comunist din România (P.C.d.R.), iar în perioada 1943 – 1948, Partidul Comunist Român. După unificarea cu P.S.D. (de fapt, „înghițirea“ acestuia de către P.C.R.) din februarie 1948 și până în iulie 1965, a purtat numele de Partidul Muncitoresc Român (P.M.R.). La congresul din iulie 1965 (al IX-lea) a reluat titulatura de Partid Comunist Român, pe care o va purta până în decembrie 1989.